# Return to the Sauce
Return to the Sauce è l'undicesimo album in studio del gruppo musicale israeliano Infected Mushroom, pubblicato nel 2017.

## Tracce
1. Flamingo – 8:44
2. Manipulator – 6:33
3. Return to the Sauce – 7:46
4. Groove Attack – 6:48
5. Xerox - Gravity Waves (Infected Mushroom Remix 2017) – 8:36
6. Demons of Pain (Remix) – 7:48
7. Milosh – 10:49
8. Nutmeg – 7:36
9. Liquid Smoke – 6:39
10. Return to the Sauce Continuous Mix - 48:04